# Podopteryx casuarina
Podopteryx casuarina – gatunek ważki z rodziny Argiolestidae.
Gatunek ten znany jest tylko z holotypu – samca odłowionego w lutym 1939 roku na Nowej Gwinei, w indonezyjskiej prowincji Papua.